# Screaming Bloody Murder (chanson)
Cet article concerne la chanson de Sum 41. Pour l'album du même groupe, voir Screaming Bloody Murder.
 (février 2025).
Motif : Notoriété de ce titre ?
- Archive Wikiwix
- Bing
- Cairn
- DuckDuckGo
- E. Universalis
- Gallica
- Google
- G. Books
- G. News
- G. Scholar
- Persée
- Qwant
- (zh) Baidu
- (ru) Yandex
- (wd) trouver des œuvres sur Wikidata

| 1. | Préciser le motif de la pose du bandeau. | Précisez le motif de la pose du bandeau en utilisant la syntaxe suivante : {{admissibilité à vérifier\|date=mars 2025\|motif=remplacez ce texte par le motif}}                                         |
| 2. | Informer les utilisateurs concernés.     | Pensez à avertir le créateur de l'article, par exemple, en insérant le code ci-dessous sur sa page de discussion : {{subst:avertissement admissibilité à vérifier\|Screaming Bloody Murder (chanson)}} |

Singles de Sum 41
Always
(2008)
Screaming Bloody Murder est une chanson du groupe de punk rock canadien Sum 41. Premier extrait de l'album du même nom, elle est sortie en single le 7 février 2011.
La chanson s'appelait à la base Panic Attack: elle fut écrite par le guitariste Tom Thacker pour son premier groupe Gob mais comme leur album n'est pas sorti, il l'a proposée aux membres de Sum 41. Deryck Whibley l'a par la suite ré-arrangée.